# Erwin Koppe
Erwin Koppe (29 maggio 1938) è un ex ginnasta tedesco.

## Palmarès

### Olimpiadi
- 1 medaglia:
  - 1 bronzo (Tokyo 1964 a squadre)

### Mondiali
- 1 medaglia:
  - 1 bronzo (Dortmund 1966 a squadre)